# Karl Pedersen
Karl Pedersen (født 17. juli 1952, Århus) er forfatter, lydtekniker, underviser og musiker.

## Biografi
Han var i 1973-1982 guitarist i OZON, der nød stor succes med et akrobatisk-visuelt rock’n’roll show i Danmark og Skandinavien. OZON udgav 2 album og 3 singler.
- 1981 cand. mag. i musik & nordisk litteratur, Århus Universitet
- 1983 adjunkt på Vestfyns Gymnasium
- 1989 etablerede Blue Apple Lyd-design i Odense, hvor han siden har produceret albums med danske og tyske grupper og lavet lyd til medie- produktioner
- Siden 1996 undervist i lydstudie-teknik på Aalborg Universitet, Populærmusik & Lydproduktion
- Desuden musiker i forskellige konstellationer og forfatter til musikfaglige bøger.

## Musikfaglige bøger
- Når musikken er ude, spiller teknikken (Systime 1989) bibliotek.dk Arkiveret 19. februar 2022 hos  Wayback Machine ISBN 87-7351-742-9
- The Who (Systime 1992) bibliotek.dk Arkiveret 3. februar 2022 hos  Wayback Machine ISBN 87-7783-136-5
- Musik & Lyd (Gyldendal 1999) bibliotek.dk Arkiveret 3. februar 2022 hos  Wayback Machine ISBN 87-00-34828-7
- LYDSTUDIE-håndbogen (Canta·Libris 2014) bibliotek.dk Arkiveret 3. februar 2022 hos  Wayback Machine ISBN 978-87-995304-1-0

## Roman
- Når klovnen græder * (Canta·Libris 2012) bibliotek.dk Arkiveret 3. februar 2022 hos  Wayback Machine ISBN 978-87-995304-0-3

## Diskografi
- OZON:  Smag & behag (1978) og  Mr. Rock’n’roller (1982) og 3 singles.
- Solo-albummet  In Search of Atlantis  (1996) - opsat som audio-visuelt show baseret på Atlantis-myten fra den græske ø Santorini.
- Pocobell  1969 (2008) - guitarrock sammen med tidligere bandmate Lassen Stefansen.

## Eksterne links
- bibliotek.dk Arkiveret 3. februar 2022 hos  Wayback Machine
- www.blueapple.dk
- www.cantalibris.dk